# Bad Bentheim

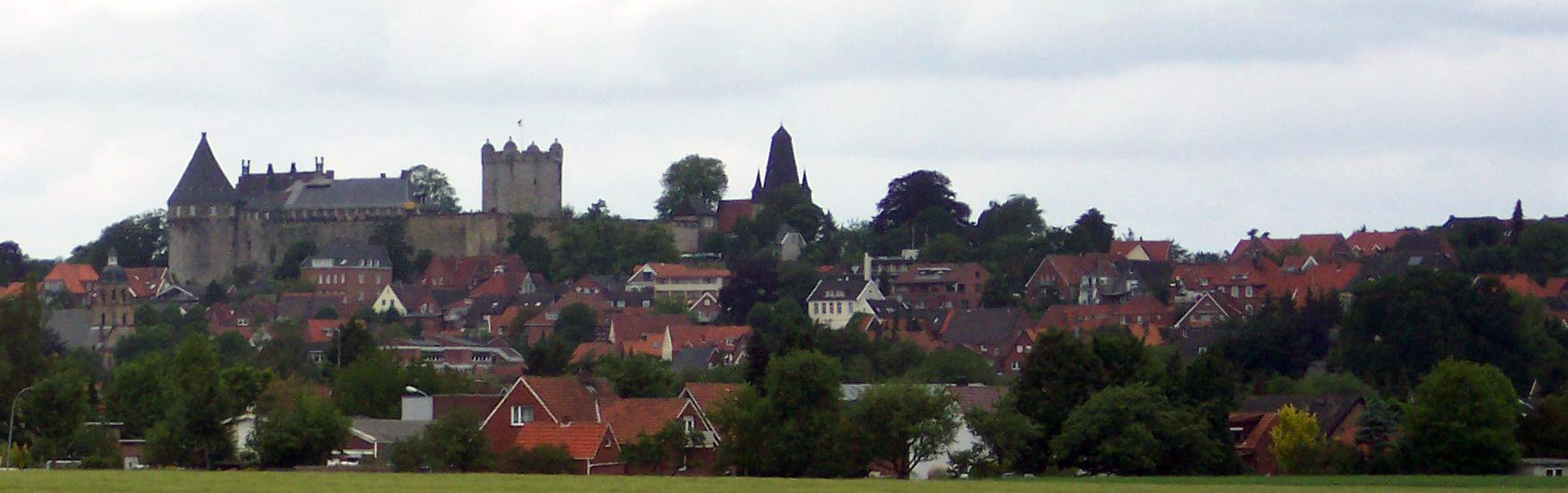
Bad Bentheim

Bad Bentheim este un oraș din landul Saxonia Inferioară, Germania.